# Babinski-Reflex

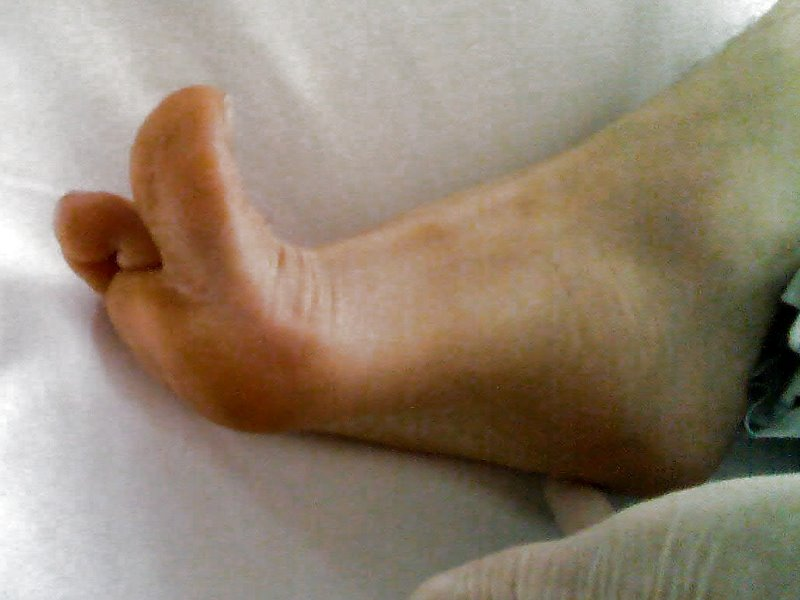
Babinski-Zeichen

Als Babinski-Reflex oder Babinski-Zeichen bezeichnet man einen pathologischen Reflex, der bei einer Schädigung der Pyramidenbahn auftritt (Pyramidenbahnzeichen). Der Reflex ist nach dem polnisch-französischen Neurologen Joseph Babinski (1857–1932) benannt, der 1896 den neurologischen Hintergrund dieser Störung aufdeckte. Bei Säuglingen ist er physiologisch.

## Auslösung
Der normale Plantarreflex (Fußsohlenreflex) ist ein Fremdreflex und antwortet bei Bestreichen der Sohle mit einer Greifbewegung (Plantarflexion) der Zehen. Bei einer Schädigung der Pyramidenbahn führt das Bestreichen vor allem des äußeren Fußrandes dagegen zu einer gegenläufigen Bewegung der großen Zehe nach oben (Dorsalextension), während die übrigen Zehen die Plantarflexion ausführen.
Der biologische Sinn des Babinski-Reflexes ist bisher ebenso unbekannt wie seine Verschaltung (Reflexbogen). Auch der Nutzen seiner Prüfung im Rahmen der neurologischen Untersuchung ist in der Diskussion. Nach einer Theorie stellt der Babinski-Reflex einen Beugesynergismus der Fußbeugemuskulatur dar. Im Verlauf der Entwicklung hat sich ein Zehenbeugemuskel allerdings zu einem Großzehenstrecker entwickelt. Fällt bei Rückenmarks- oder Hirnläsionen die übergeordnete Kontrolle über die Fußmuskulatur aus, werden die in früheren Entwicklungsstadien zusammengehörigen Muskelgruppen wieder gemeinsam aktiviert. Dies führt zur Großzehenstreckung und Kleinzehenbeugung.
Das Vorhandensein des Reflexes bei Neugeborenen und Säuglingen führt man darauf zurück, dass die Nervenverschaltungen des Zentralnervensystems noch nicht vollständig ausgereift sind. Nach einigen Monaten sind hemmende Nervenbahnen (inhibitorische Efferenzen) vom Zentralnervensystem, welche die einfachen Rückenmarksreflexe modulieren, ausgebildet und der Babinski-Reflex wird unterdrückt.